# Economia del Lussemburgo
L'economia del Lussemburgo è largamente basata sul settore bancario, della produzione dell'acciaio e sull'industria. Il Lussemburgo, infatti, pur essendo soprannominato "Cuore verde d'Europa" ha un'economia altamente industrializzata e ad alta intensità di esportazioni, che gode di un grado di prosperità senza pari tra le democrazie industrializzate. Il Prodotto interno lordo pro capite è il secondo al mondo, dopo il Qatar.

## Struttura economica
L'economia lussemburghese è basata quasi esclusivamente sui servizi, che creano l'86% del PIL, mentre i contributi dell'industria e dell'agricoltura sono rispettivamente pari al 13,6% e 0,4%.

### Agricoltura
Il settore agricolo, piccolo ma molto produttivo, è altamente sovvenzionato, soprattutto da parte dell'Unione europea con la Politica agricola comune (PAC), cui si aggiungono alcuni contributi statali. Tale settore oggi impiega circa l'1% -3% della forza lavoro. I prodotti di maggiore importanza sono il latte e la carne. Inoltre, i vigneti della Valle della Mosella producono ogni anno circa 15 milioni di litri di vino bianco secco, per la maggior parte consumato in Lussemburgo, ma in parte esportato in Germania, Francia e Belgio.

### Industria
Un evento chiave nella storia economica ed industriale del Lussemburgo è stato, nel 1876, l'introduzione delle tecniche della metallurgia inglese. Da quel momento si è sviluppato un ampio settore siderurgico che è oggi il più importante dell'industria lussemburghese.
L'industria del ferro e dell'acciaio si trova prevalentemente lungo il confine francese. Tale industria occupa il 3,9% della forza lavoro, ovvero il 22% degli occupati nell'industria, e produce l'1,8% del PIL. Inoltre, le esportazioni di acciaio costituiscono il 29% delle esportazioni di merci.
Tuttavia, negli ultimi decenni vi è stato un relativo declino del settore siderurgico, compensato però dal forte sviluppo del Lussemburgo come piazza finanziaria.

### Servizi

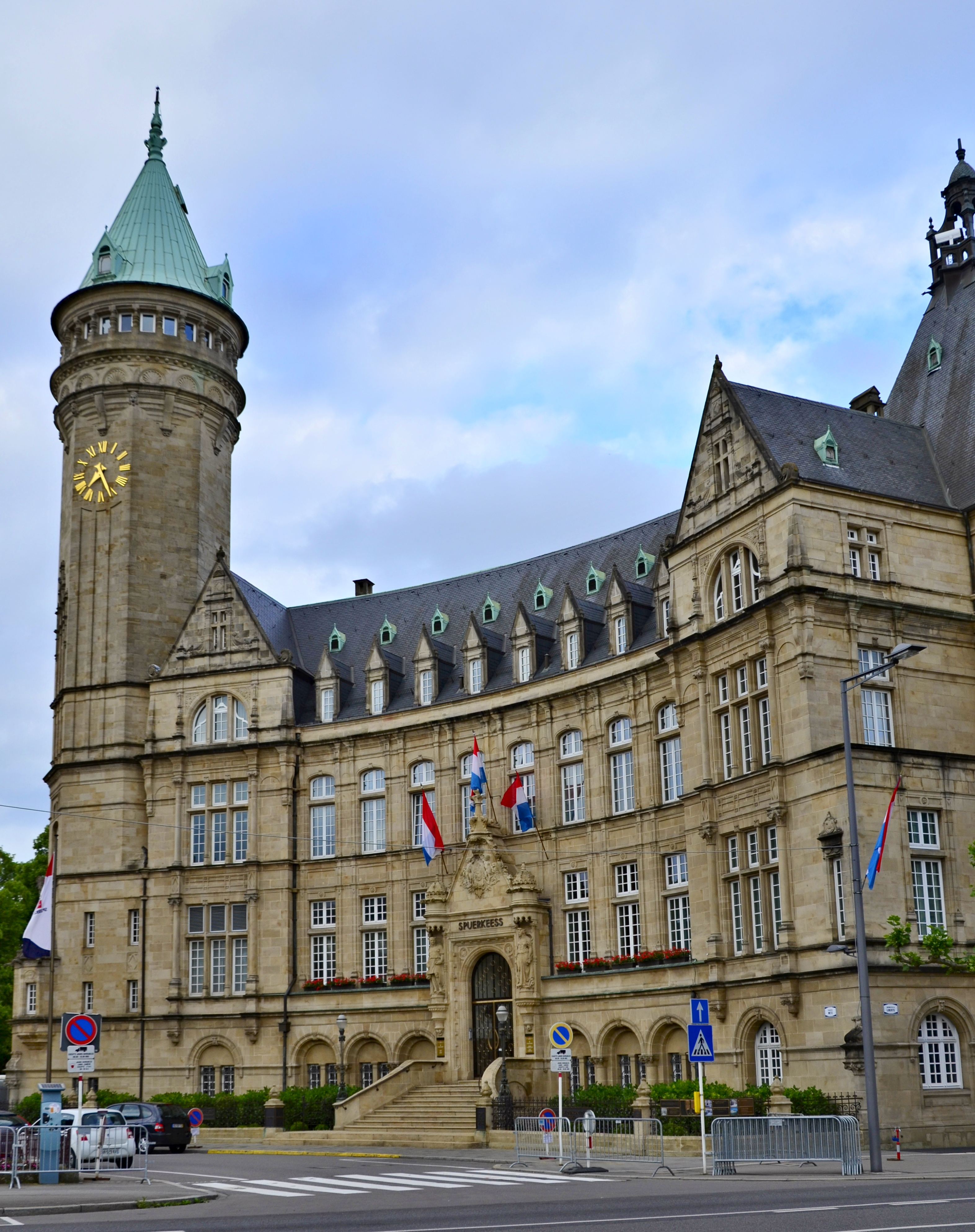
Sede della Banque et Caisse d'Épargne de l'État Luxembourg

Il settore bancario è il più grande settore dell'economia lussemburghese. In particolare, il Paese si è specializzato nei fondi di investimento transfrontalieri. Alla fine di marzo 2009, in Lussemburgo erano presenti 152 banche, con oltre 27.000 dipendenti. La stabilità politica, le buone infrastrutture, la vicinanza con i grandi Paesi europei, la presenza di personale qualificato e multilingue e la lunga tradizione di segreto bancario hanno contribuito alla crescita del settore finanziario.

## Forza lavoro
Il Lussemburgo ha goduto negli anni '90 e fino al 2002 di tassi di disoccupazione estremamente bassi, intorno al 2-2,5% della forza lavoro. Dopo quella data, tuttavia, il numero di disoccupati ha iniziato a crescere fino al 5,2% registrato nel 2009. Ad ogni modo, tale dato è poco più della metà della media europea.
Per quanto riguarda, invece, il tasso di occupazione, nello stesso periodo esso è cresciuto portandosi al 65,2% nel 2009 (217.000 persone), poco al di sopra della media europea e significativamente inferiore a quello dei vicini Paesi Bassi e Germania.

## Commercio internazionale
Nel 2009 il Lussemburgo ha esportato merci e servizi per 14 miliardi di euro, a fronte di importazioni del valore di oltre 18 miliardi, registrando dunque un deficit commerciale. Tuttavia, la bilancia dei pagamenti è risultata in attivo per il 5,73% del PIL grazie ai redditi derivanti dalle attività finanziarie. L'attivo del conto corrente, comunque consistente in proporzione al PIL, è significativamente inferiore ai livelli fatti registrare tra il 1995 ed il 2007, quando l'attivo oscillava tra l'8 ed il 12% del Prodotto interno lordo.

## Finanza pubblica
L'incidenza dello Stato nell'economia è relativamente contenuta rispetto agli standard europei, attestandosi in media al 40% del PIL nel quinquennio 2005-2009. La pressione fiscale, d'altra parte, è molto più bassa della media europea ed è pari al 36,4% del PIL (2008), in discesa rispetto al 40% del 2000.
Il Lussemburgo ha tradizionalmente goduto di consistenti avanzi pubblici, tranne rare eccezioni. Nel 2009 i conti pubblici sono risultati in deficit, ma in misura molto contenuta: soltanto lo 0,7% del PIL, il risultato migliore tra i Paesi dell'Unione europea dopo quello della Svezia. La prudente gestione delle finanze statali ha fatto sì che il debito pubblico del Lussemburgo fosse pari, nel 2009, a soli 2 miliardi e mezzo di euro (il 14,5% del PIL).

## Inflazione
Dopo la forte inflazione della prima metà degli anni ottanta che culminò in un tasso di inflazione del 14,8% nel 1965, la dinamica dei prezzi si stabilizzò su una crescita di circa il 3,5% annuo tra gli anni ottanta e gli anni novanta. A partire, dal 1994 e fino all'ingresso nell'Area euro (1999), il tasso di inflazione si ridusse progressivamente fino a toccare l'1% (1998-1999). Nel decennio successivo, invece, l'inflazione ha oscillato tra il 2 ed il 3,5% annuo.